# James Maddison
Ne doit pas être confondu avec le quatrième président des États-Unis, James Madison.
Pour les articles homonymes, voir Maddison.
James Maddison, né le 23 novembre 1996 à Coventry en Angleterre, est un footballeur international anglais qui joue au poste de milieu offensif à Tottenham Hotspur.
Maddison a commencé sa carrière professionnelle avec Coventry City avant de rejoindre Norwich City en 2016. Il a passé la saison 2016–2017 en prêt dans le club de Scottish Premiership d'Aberdeen. Lors de sa première saison de retour à Norwich, Maddison est nommé dans l'équipe type de l'année en Championship. En 2018 il rejoint Leicester City.

## Biographie

### Jeunesse
Maddison est né et a grandi à Coventry, Midlands de l'Ouest. Il a des origines irlandaises par ses grands parents.

### En club

#### Coventry City
Maddison rejoint l'académie de Coventry City, puis l'équipe première lors de la saison 2013–2014, malgré cela, il ne bénéficie d'aucune titularisation cette saison. Il fait ses débuts en août 2014, il rentre lors du match perdu 2–1 face à Cardiff City en League Cup. Maddison fait sa première apparition en championnat, encore en tant que remplaçant, lors de la défaite 3-1 face à Bristol City et sa première titularisation en championnat le match suivant, face à Oldham Athletic. il marque d'ailleurs son premier but en championnat dans ce match, avec un but sur coup franc en première période.
En novembre 2014, Maddison signe son premier contrat professionnel.

#### Norwich City
Maddison signe pour le club de Premier League de Norwich City le 1er février 2016 pour une durée de trois ans et demi, la somme du contrat n'a pas été annoncé publiquement, à la suite de ce transfert, il est prêté pour la saison 2015–2016 dans son club de Coventry City.
Le 31 août 2016, Maddison est prêté à Aberdeen pour la première partie de la saison 2016–2017. Il a fait ses débuts en tant que remplaçant face à Inverness Caledonian Thistle, après ce match il est titularisé et marque lors de la victoire 3–1 face à Dundee. Il donne notamment la victoire avec un but de dernière minute face aux Rangers de Glasgow le 25 septembre 2016.
Dès son retour de prêt, Maddison fait ses débuts tant attendus pour Norwich le 17 avril 2017, comme un remplaçant, il entre en seconde mi-temps et marque lors de la victoire 3–1 face à Preston North End à Deepdale. Maddison signe un nouveau contrat de quatre ans en juin 2017. Avec l'arrivée du nouveau coach Daniel Farke, Maddison a le droit à de nombreuses titularisations lors de la saison 2017–2018, il est d'ailleurs nommé "Norwich City's Player of the Season" à la fin de la campagne de Championship. Il est élu meilleur espoir du championnat la même année.

#### Leicester City
James Maddison signe pour Leicester City le 20 juin 2018. Il signe un contrat de cinq ans avec un montant non communiqué supposé être autour de 20 millions de livre sterling. 
Il joue son premier match sous ses nouvelles couleurs le 10 août 2018, à l'occasion de la première journée de la saison 2018-2019 de Premier League contre Manchester United. Il est titularisé et son équipe s'incline par deux buts à un.
Il marque son premier but en Premier League le 18 août face à Wolverhampton lors de la victoire 2-0 de son club face à ces derniers. Le 29 juillet 2020, on apprend qu'il est tombé d'accord avec son club pour un nouveau contrat de quatre ans.
Le 27 septembre 2020, Maddison a marqué une frappe enroulée en dehors de la surface lors de la victoire 5-2 face à Manchester City, ce but finira par être élu "Premier League Goal of the Month". Le 13 décembre 2020, il réalise son premier doublé pour Leicester, contre Brighton & Hove Albion, en championnat. Il participe ainsi à la victoire de son équipe par trois buts à zéro.

#### Tottenham Hotspur
Sa signature est annoncéepar le club le 28 juin 2023. Dès son premier match de Premier league avec les Spurs, il réalise deux passes décisives lors du match nul 2-2 face à Brentford. Il inscrit son premier but pour Tottenham deux semaines plus tard, lors de la victoire des Lilywhites 0-2 contre Bournemouth sur une passe de Pape Matar Sarr. Il est alors nommé joueur du mois d'août de Premier League, distinction venant récompenser son excellent premier mois avec Tottenham. 
Le 23 novembre 2024, jour de ses 28 ans, Maddison réalise son premier doublé pour Tottenham, lors d'une rencontre de championnat face à Manchester City. Titulaire ce jour-là, il contribue à la victoire de son équipe par quatre buts à zéro,.

### En sélection nationale
Le 10 novembre 2017, Maddison fait ses débuts avec l'équipe d'Angleterre espoirs, lors d'un match contre l'Ukraine rentrant dans le cadre des éliminatoires du championnat d'Europe espoirs. Le 24 juin 2019, Madison inscrit son premier et unique but avec les espoirs, contre la Croatie. Il est titularisé et les deux équipes se neutralisent (3-3 score final).
Le 4 octobre 2018, il est convoqué pour la première fois en équipe d'Angleterre par Gareth Southgate.
Le 27 mai 2019, il fait partie des vingt-trois joueurs sélectionnés pour participer à l'Euro espoirs 2019 avec l'équipe d'Angleterre.
Le 14 novembre 2019, James Maddison honore sa première sélection avec l'équipe d'Angleterre à l'occasion d'un match comptant pour les éliminatoires de l'Euro 2020 contre le Monténégro. Il entre en jeu à la place d'Alex Oxlade-Chamberlain lors de cette rencontre remportée par son équipe (7-0).
Le 10 novembre 2022, il est sélectionné par Gareth Southgate pour participer à la Coupe du monde 2022.

## Statistiques
| Saison                | Club                  | Championnat             | Championnat | Championnat | Championnat | Coupe nationale | Coupe nationale | Coupe nationale | Coupe de la Ligue | Coupe de la Ligue | Coupe de la Ligue | Supercoupe | Supercoupe | Supercoupe | Compétition(s) continentale(s) | Compétition(s) continentale(s) | Compétition(s) continentale(s) | Compétition(s) continentale(s) | Play-offs | Play-offs | Play-offs | Angleterre | Angleterre | Angleterre | Total | Total | Total |
| Saison                | Club                  | Division                | M.          | B.          | P.d.        | M.              | B.              | P.d.            | M.                | B.                | P.d.              | M.         | B.         | P.d.       | Comp.                          | M.                             | B.                             | P.d.                           | M.        | B.        | P.d.      | M.         | B.         | P.d.       | M.    | B.    | P.d.  |
| 2014-2015             | Coventry City         | League One              | 12          | 1           | 1           | 1               | 0               | 0               | 1                 | 0                 | 0                 | -          | -          | -          | -                              | -                              | -                              | -                              | 4         | 0         | 0         | -          | -          | -          | 18    | 1     | 1     |
| 2015-2016             | Coventry City         | League One              | 23          | 3           | 3           | -               | -               | -               | 1                 | 0                 | 0                 | -          | -          | -          | -                              | -                              | -                              | -                              | -         | -         | -         | -          | -          | -          | 24    | 3     | 3     |
| Sous-total            | Sous-total            | Sous-total              | 35          | 5           | 4           | 1               | 0               | 0               | 2                 | 0                 | 0                 | -          | -          | -          | -                              | -                              | -                              | -                              | 4         | 0         | 0         | -          | -          | -          | 42    | 5     | 4     |
| 2016-2017             | Norwich City          | Championship            | 3           | 1           | 0           | -               | -               | -               | 1                 | 0                 | 0                 | -          | -          | -          | -                              | -                              | -                              | -                              | -         | -         | -         | -          | -          | -          | 4     | 1     | 0     |
| 2017-2018             | Norwich City          | Championship            | 44          | 14          | 8           | 2               | 0               | 0               | 3                 | 1                 | 3                 | -          | -          | -          | -                              | -                              | -                              | -                              | -         | -         | -         | -          | -          | -          | 49    | 15    | 11    |
| Sous-total            | Sous-total            | Sous-total              | 47          | 15          | 0           | 2               | 0               | 0               | 4                 | 1                 | 3                 | -          | -          | -          | -                              | -                              | -                              | -                              | -         | -         | -         | -          | -          | -          | 53    | 16    | 3     |
| 2016-2017             | Aberdeen FC (prêt)    | Scottish Premier League | 14          | 2           | 7           | -               | -               | -               | 3                 | 0                 | 0                 | -          | -          | -          | -                              | -                              | -                              | -                              | -         | -         | -         | -          | -          | -          | 17    | 2     | 7     |
| 2018-2019             | Leicester City        | Premier League          | 36          | 7           | 7           | 1               | 0               | 0               | 1                 | 0                 | 0                 | -          | -          | -          | -                              | -                              | -                              | -                              | -         | -         | -         | -          | -          | -          | 38    | 7     | 7     |
| 2019-2020             | Leicester City        | Premier League          | 31          | 6           | 3           | 2               | 0               | 0               | 5                 | 3                 | 0                 | -          | -          | -          | -                              | -                              | -                              | -                              | -         | -         | -         | 1          | 0          | 0          | 39    | 9     | 3     |
| 2020-2021             | Leicester City        | Premier League          | 31          | 8           | 7           | 4               | 1               | 1               | 1                 | 0                 | 0                 | -          | -          | -          | C3                             | 6                              | 2                              | 2                              | -         | -         | -         | -          | -          | -          | 42    | 11    | 10    |
| 2021-2022             | Leicester City        | Premier League          | 35          | 12          | 8           | 2               | 1               | 1               | 2                 | 1                 | 1                 | 1          | 0          | 0          | C3+C4                          | 5+8                            | 1+3                            | 2+0                            | -         | -         | -         | -          | -          | -          | 53    | 18    | 12    |
| 2022-2023             | Leicester City        | Premier League          | 30          | 10          | 9           | 1               | 0               | 0               | 1                 | 0                 | 0                 | -          | -          | -          | -                              | -                              | -                              | -                              | -         | -         | -         | 2          | 0          | 0          | 34    | 10    | 9     |
| Sous-total            | Sous-total            | Sous-total              | 163         | 43          | 34          | 9               | 2               | 2               | 10                | 4                 | 1                 | 1          | 0          | 0          | -                              | 19                             | 6                              | 4                              | -         | -         | -         | 3          | 0          | 0          | 205   | 55    | 41    |
| 2023-2024             | Tottenham Hotspur     | Premier League          | 28          | 4           | 9           | 1               | 0               | 0               | 1                 | 0                 | 0                 | -          | -          | -          | -                              | -                              | -                              | -                              | -         | -         | -         | 4          | 0          | 1          | 34    | 4     | 10    |
| 2024-2025             | Tottenham Hotspur     | Premier League          | 30          | 9           | 7           | 1               | 0               | 0               | 2                 | 0                 | 0                 | -          | -          | -          | C3                             | 11                             | 3                              | 2                              | -         | -         | -         | 0          | 0          | 0          | 44    | 12    | 9     |
| Sous-total            | Sous-total            | Sous-total              | 58          | 13          | 16          | 2               | 0               | 0               | 3                 | 0                 | 0                 | -          | -          | -          | -                              | 11                             | 3                              | 2                              | -         | -         | -         | 4          | 0          | 1          | 78    | 16    | 19    |
| Total sur la carrière | Total sur la carrière | Total sur la carrière   | 316         | 77          | 68          | 14              | 2               | 2               | 22                | 5                 | 4                 | 1          | 0          | 0          | -                              | 30                             | 9                              | 6                              | 4         | 0         | 0         | 7          | 0          | 1          | 394   | 93    | 81    |

## Palmarès

### En club
- Aberdeen FC :
  - Vice-champion de Premiership en 2017.
  - Finaliste de la Coupe de la Ligue d'Écosse en 2017
- Leicester City (2) :
  - Vainqueur de la Coupe d'Angleterre en 2021.
  - Vainqueur du Community Shield en 2021.
- Tottenham Hotspur (1) :
  - Vainqueur de la Ligue Europa en 2025.

### Distinction personnelle
- Membre de l'équipe-type de deuxième division anglaise en 2018[16].
- Joueur du mois de Premier League d'août 2023.